# T. J. Hughes
T. J. Hughes, een handelsnaam van LHR Holding Limited, is een Brits discountwarenhuismerk dat in 1912 in Liverpool werd opgericht.
Thomas John Hughes startte de zaak op London Road in Liverpool nadat hij in de leer was geweest bij de stoffenzaak Owen Owen. In 1925 ging hij een partnerschap aan met Owen Owen, waardoor hij de winkel kon uitbreiden tot een warenhuis. Onder leiding van Owen Owen groeide het bedrijf totdat het in 1990 werd verkocht.
In de jaren 1990 en 2000 breidde T. J. Hughes zich aanzienlijk uit door locaties van andere retailers over te nemen en bleef groeien tot in de jaren 2010, waarbij onder andere voormalige locaties van Woolworths werden overgenomen. In maart 2011 werd het bedrijf echter verkocht aan turnaroundbedrijf Endless LLP, nadat het in financiële problemen was geraakt en de kredietverzekering voor leveranciers was weggevallen. Gedurende die tijd groeide de onderneming uit tot een landelijke keten met 57 winkels, maar na faillissement in 2011 kromp de keten tot slechts zes locaties.
De afgelopen jaren heeft de keten verschillende vestigingen geopend en gesloten en vanaf 2024 handelt de keten vanuit 15 winkels en online.

## Geschiedenis

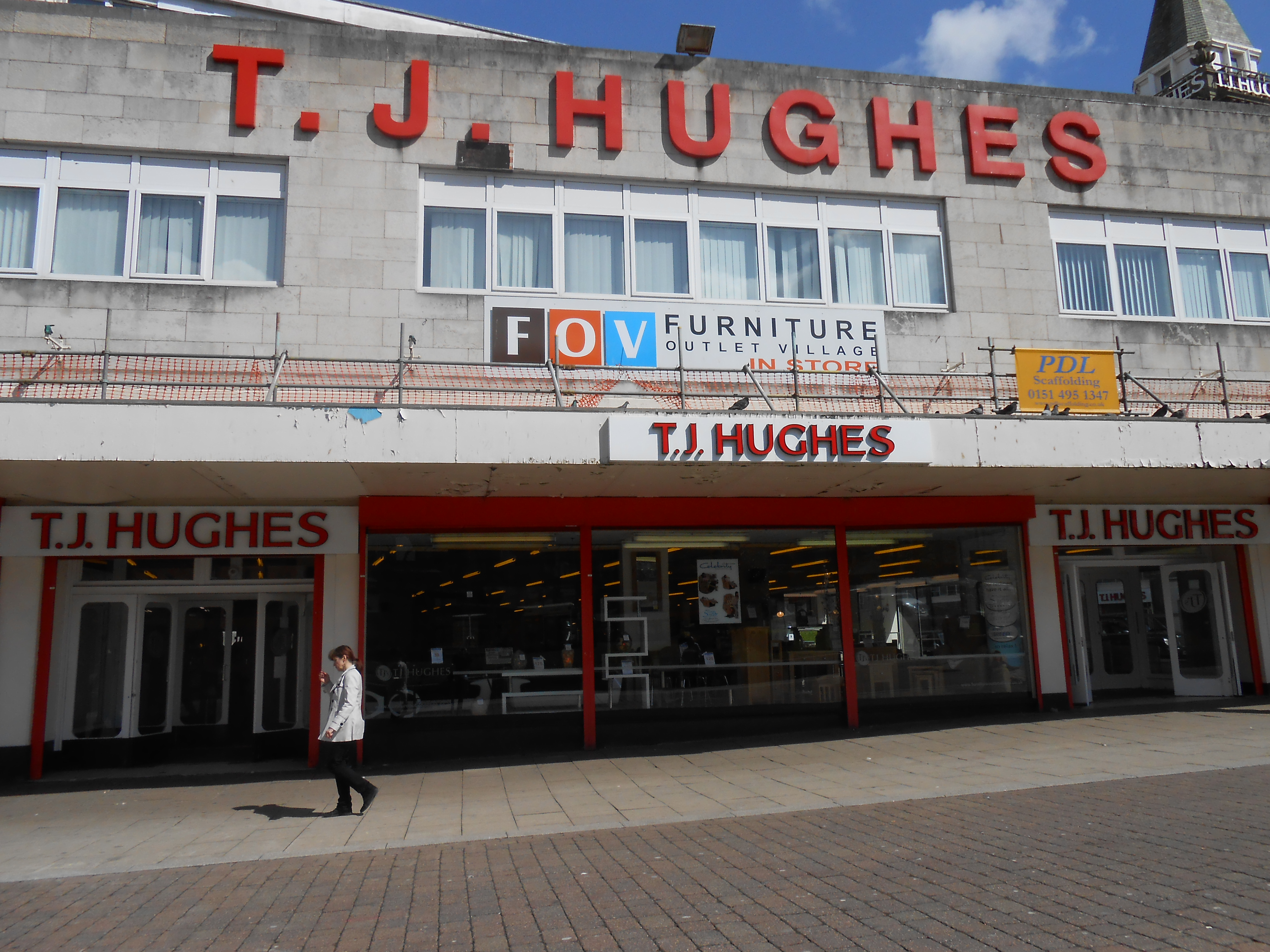
T. J. Hughes-winkel in Liverpool

Thomas John Hughes opende een kleine winkel aan de London Road in Liverpool nadat hij in de leer was geweest bij de stoffenzaak Owen Owen. De winkel had een paar assistenten in dienst en Hughes was de belangrijkste winkelier die toezicht hield op alles binnen het bedrijf.
In 1925 zag Owen Owen de noodzaak om te verhuizen van hun Audley House-locatie aan de London Road naar het nieuwe centrum van Liverpool op Clayton Square. De toenmalige voorzitter van Owen Owen, Duncan Norman, ging naar de winkel van T. J. Hughes. Norman was zo onder de indruk dat hij ermee instemde dat Hughes zijn bedrijf in Audley House zou runnen en uitbreiden, in ruil voor een gedeeltelijk eigenaarschap onder Owen Owen.
Na 65 jaar eigendom te zijn geweest van de Owen Owen-groep, werd T. J. Hughes in 1990 afgesplitst. De eerste vier vestigingen (Liverpool, Birkenhead, Bootle en St. Helens) werden al snel aangevuld met twee voormalige Owen Owen-winkels: Wolverhampton in 1991 en Kidderminster in 1992.
T. J. Hughes werd in mei 1992 op de London Stock Exchange genoteerd voordat het in maart 2002 voor £ 42 miljoen werd overgenomen door JJB Sports. In november 2003 werd het bedrijf opnieuw verkocht voor een bedrag van £ 56 miljoen bij een buy-out gesteund door PPM Capital.
In de jaren 1990 en 2000 nam T. J. Hughes een aantal panden over die voorheen door andere retailers werden gebruikt, waaronder Allders (Ipswich, Redditch), C&A (Glasgow, Romford en Hull), House of Fraser (Sheffield en Eastbourne) en Co-operative Group (Warrington, Bradford, Doncaster en Crawley). Vanaf 2009 werd er weer uitgebreid met nog eens zeven winkels. Een aantal van deze openingen bevonden zich op locaties die leeg waren komen te staan door de faillissementsdatum van Woolworths eind 2008.
In maart 2011 werd T. J. Hughes voor een onbekend bedrag verkocht aan turnaround-specialist Endless LLP. Endless kocht T. J. Hughes van Silverfleet Capital, dat toezicht hield op de groei van ongeveer twintig winkels sinds het in 2003 de controle over het bedrijf had overgenomen. De verkoop volgde op berichten dat T. J. Hughes te maken had met het intrekken van de kredietverzekering voor zijn leveranciers, na een strijd om werkkapitaal.

### 2011 faillissement

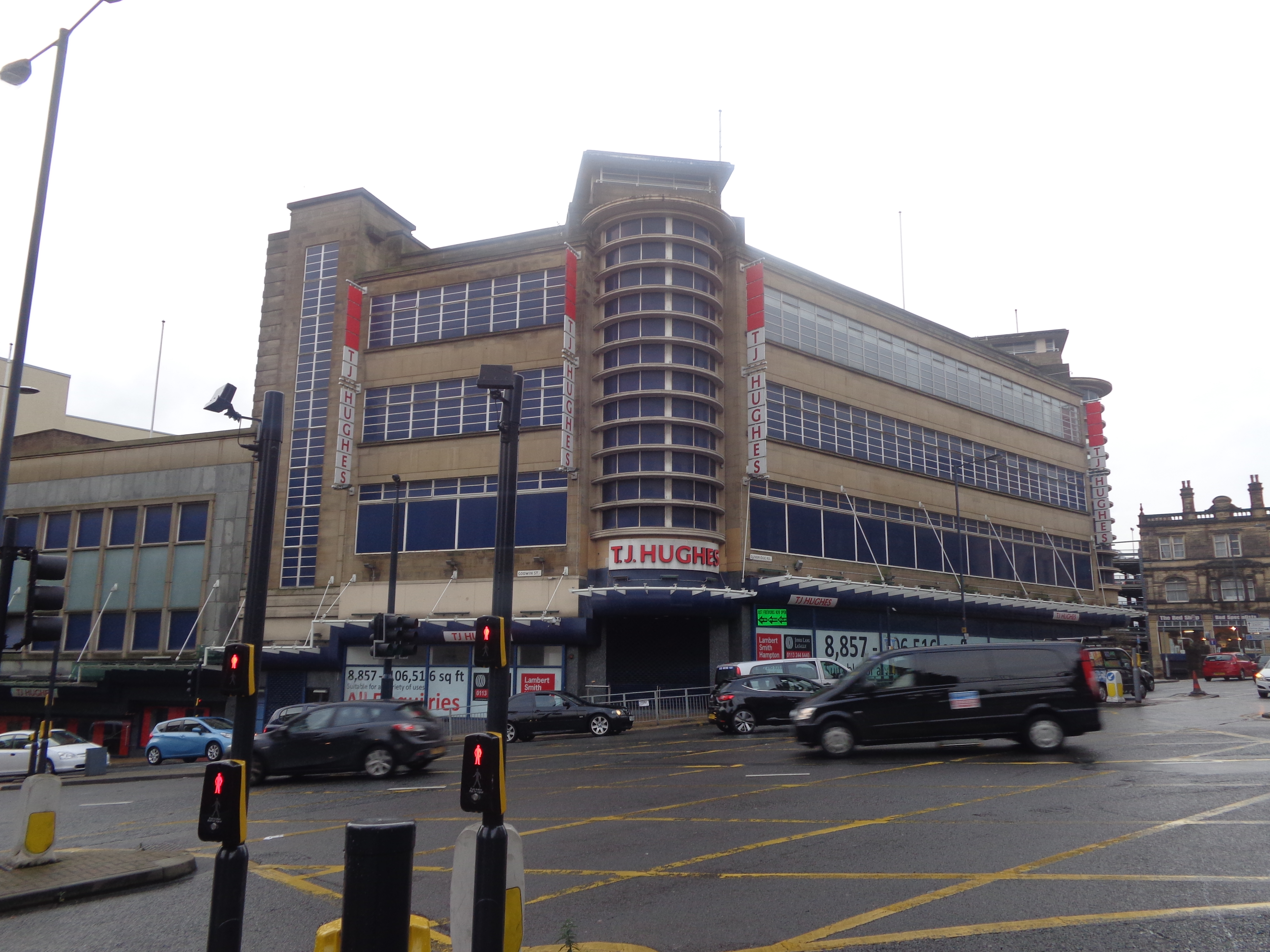
Een gesloten filiaal van T. J. Hughes in Bradford.

Op 27 juni 2011 maakte T. J. Hughes Limited bekend dat het faillissement wilde aanvragen, waardoor 4.000 banen op de tocht kwamen te staan. T. J. Hughes trad op donderdag 30 juni 2011 officieel onder curatele, waarbij Ernst & Young werd aangesteld als beheerder. Het bedrijf lanceerde een opheffingsuitverkoop in een poging de voorraadniveaus te verlagen.
Ernst & Young gaf aan dat het bedrijf hoopt te verkopen als een doorlopend bedrijf en dat het "nog steeds business as usual" is. Het bedrijf voegde daaraan toe dat het lastig zou kunnen zijn om alle winkels te verkopen vanwege de eerdere handelsgeschiedenis van T. J. Hughes. Er waren berichten over een aantal potentiële kopers, waaronder Primark.
Op 7 juli 2011 nam GA Europe de door T. J. Hughes verschuldigde gewaarborgde schuld van Endless over en kondigde plannen aan om samen te werken met de beheerders Ernst & Young om de voorraad van de 57 winkels van de winkelketen te liquideren.
Op 22 juli maakte Ernst & Young bekend dat het distributiecentrum van het bedrijf in Liverpool zou sluiten, waardoor 116 werknemers ontslagen zouden worden.
Op 1 augustus nam Lewis Home Retail, een bedrijf dat geassocieerd wordt met de in Speke gevestigde Benross Group, het merk en de website van T. J. Hughes over, samen met de vlaggenscchipwinkel in Liverpool en de vestigingen in Eastbourne, Glasgow en Sheffield. Kort daarop volgden de winkels in Newcastle en Widnes, waardoor het totaal aantal geredde winkels op zes kwam.
Op 4 augustus kondigde Ernst & Young de sluiting aan van de eerste tweeëntwintig onverkochte T. J. Hughes-winkels in het Verenigd Koninkrijk. De sluiting van winkels begon op 10 augustus, waarbij Shrewsbury als eerste sloot.
Ernst & Young maakte op 20 augustus bekend dat de resterende 51 onverkochte T. J. Hughes-winkels uiterlijk 31 augustus 2011 hun deuren zouden sluiten.

### Na 2011
Sinds het faillissement in 2011 van het voormalige bedrijf was afgehandeld, exploiteerde T. J. Hughes een aantal verschillende winkels. Het bedrijf gaf in 2015 aan dat het in totaal mogelijk 55 winkels wilde openen, tegen 2019 zou het aantal winkels oplopen tot 29, waaronder verschillende op locaties waar voorheen BHS en Toys-R-Us gevestigd waren. Begin 2020 waren er echter al zeven winkels gesloten, gevolgd door nog eens negen winkels in de nasleep van de Covid-19-pandemie. In de loop der jaren zijn er een aantal sluitingen geweest in verband met het aflopen van huurcontracten of met stadsvernieuwing. Een aantal vestigingen sloot zonder vervanging in dezelfde stad (bijv. Widnes), andere verhuisden onmiddellijk naar nabijgelegen locaties (bijv. St. Helens) en weer andere vestigden zich enkele jaren na de sluiting op nieuwe locaties (bijv. Middlesbrough).
Sinds begin 2023 is het aantal T. J. Hughes-winkels weer gegroeid, met vier nieuwe vestigingen en de verplaatsing van nog eens twee vestigingen, waaronder een verhuizing van de oorspronkelijke vestiging van het bedrijf aan London Road naar een nieuwe locatie in het centrum van Liverpool.

### Huidige[(sinds) wanneer?]winkels
| Plaats              | Geschiedenis                                                                                    |
| ------------------- | ----------------------------------------------------------------------------------------------- |
| Bootle              | Oorspronkelijke winkel gesloten 2011; heropend 2015                                             |
| Bury                | Geopend in 2015                                                                                 |
| Clydebank           | Geopend in 2019                                                                                 |
| Corby               | Oorspronkelijke winkel gesloten 2011; nieuwe locatie geopend 2023                               |
| Durham              | Geopend 2019                                                                                    |
| Glasgow             | Oorspronkelijke winkel verhuisd in 2021                                                         |
| Hartlepool          | Geopend 2014                                                                                    |
| Liverpool           | Oorspronkelijke vlaggenschipwinkel verplaatst 2023                                              |
| Maidstone           | Oorspronkelijke winkel gesloten 2011; heropend 2016                                             |
| Middlesbrough       | Oorspronkelijke winkel gesloten 2011; heropend 2012; gesloten 2021; nieuwe locatie geopend 2024 |
| Newcastle-upon-Tyne | Oorspronkelijke winkel                                                                          |
| Preston .           | Oorspronkelijke winkel gesloten in 2011; heropend 2016                                          |
| St Helens           | Oorspronkelijke winkel gesloten in 2011; heropend 2016; verplaatst 2023                         |
| Warrington          | Oorspronkelijke winkel gesloten 2011; nieuwe locatie geopend 2024                               |
| Wolverhampton       | Oorspronkelijke winkel gesloten 2011; nieuwe locatie geopend 2024                               |

### Voormalige winkels
| Plaats                      | Geschiedenis                                                                     |
| --------------------------- | -------------------------------------------------------------------------------- |
| Belfast                     | Oorspronkelijke winkel gesloten 2011                                             |
| Birkenhead                  | Oorspronkelijke winkel gesloten 2011; heropend 2012; gesloten 2021               |
| Blackburn                   | Oorspronkelijke winkel gesloten 2007; nieuwe locatie openen 2025                 |
| Blackpool                   | Oorspronkelijke winkel gesloten 2011                                             |
| Bolton                      | Oorspronkelijke winkel gesloten 2011                                             |
| Boscombe                    | Oorspronkelijke winkel gesloten 2011                                             |
| Bradford                    | Oorspronkelijke winkel gesloten 2011; nieuwe locatie geopend 2019; gesloten 2020 |
| Bristol                     | Oorspronkelijke winkel gesloten 2011                                             |
| Burnley                     | Oorspronkelijke winkel gesloten 2011                                             |
| Cannock                     | Geopend in 2012; gesloten in 2019                                                |
| Chelmsford (Home)           | Geopend in 2016; gesloten in 2020                                                |
| Chester                     | Oorspronkelijke winkel gesloten 2011                                             |
| Chesterfield                | Geopend in 2017; gesloten in 2020                                                |
| Coventry                    | Oorspronkelijke winkel gesloten 2011; heropend 2013; gesloten tijdens 2020-2022  |
| Crawley                     | Oorspronkelijke winkel gesloten 2011                                             |
| Cumbernauld                 | Geopend 2019; gesloten 2024                                                      |
| Derby                       | Oorspronkelijke winkel gesloten 2011                                             |
| Doncaster                   | Oorspronkelijke winkel gesloten 2011                                             |
| Dumfries                    | Oorspronkelijke winkel gesloten 2011                                             |
| Dundee                      | Oorspronkelijke winkel gesloten 2011; nieuwe locatie geopend 2018; gesloten 2021 |
| Oost Kilbride               | Geopend in 2018; gesloten eind 2022                                              |
| Eastbourne                  | Oorspronkelijke winkel gesloten 2019                                             |
| Ellesmere Port              | Oorspronkelijke winkel gesloten 2011                                             |
| Hanley                      | Oorspronkelijke winkel gesloten 2011                                             |
| Hull                        | Oorspronkelijke winkelgesloten 2011                                              |
| Ipswich                     | Oorspronkelijke winkel gesloten 2011                                             |
| Kettering                   | Oorspronkelijke winkel gesloten 2011                                             |
| Kidderminster               | Oorspronkelijke winkel gesloten 2011                                             |
| King's Lynn                 | Oorspronkelijke winkel gesloten 2011                                             |
| Lichfield                   | Oorspronkelijke winkel gesloten 2011                                             |
| Livingston (Home)           | Geopend in 2018; gesloten eind 2022                                              |
| Macclesfield                | Oorspronkelijke winkel gesloten 2011                                             |
| Newport (Zuid-Wales)        | Oorspronkelijke winkel gesloten 2011                                             |
| Nuneaton                    | Oorspronkelijke winkel gesloten 2011; nieuwe locatie geopend 2017; gesloten 2020 |
| Oldham                      | Oorspronkelijke winkel gesloten 2011; heropend 2015; gesloten tijdens 2020-2021  |
| Plymouth                    | Oorspronkelijke winkel gesloten 2011                                             |
| Redditch                    | Oorspronkelijke winkel gesloten 2011                                             |
| Rochdale                    | Oorspronkelijke winkel gesloten 2011                                             |
| Romford                     | Oorspronkelijke winkel gesloten 2011                                             |
| Salford                     | Oorspronkelijke winkel gesloten 2011                                             |
| Scunthorpe                  | Oorspronkelijke winkel gesloten 2011                                             |
| Sheffield                   | Oorspronkelijke winkel verhuisd in 2013; gesloten 2020                           |
| Schrewsbury                 | Oorspronkelijke winkel gesloten 2011                                             |
| Zuid-Oosten                 | Oorspronkelijke winkel gesloten 2011                                             |
| - Het is niet de bedoeling. | Oorspronkelijke winkel gesloten 2011; heropend 2014; gesloten eind 2017          |
| Sunderland                  | Oorspronkelijke winkel gesloten 2011                                             |
| Sutton                      | Oorspronkelijke winkel gesloten 2011                                             |
| Walsall                     | Oorspronkelijke winkel gesloten 2011; nieuwe locatie geopend 2015 gesloten 2019  |
| Watford                     | Oorspronkelijke winkel gesloten 2011                                             |
| Weston-super-Mare           | Oorspronkelijke winkel gesloten 2011                                             |
| Widness                     | Oorspronkelijke winkel gesloten 2024                                             |
| Wrexham                     | Oorspronkelijke winkelgesloten 2011                                              |

## Verkoopstrategie

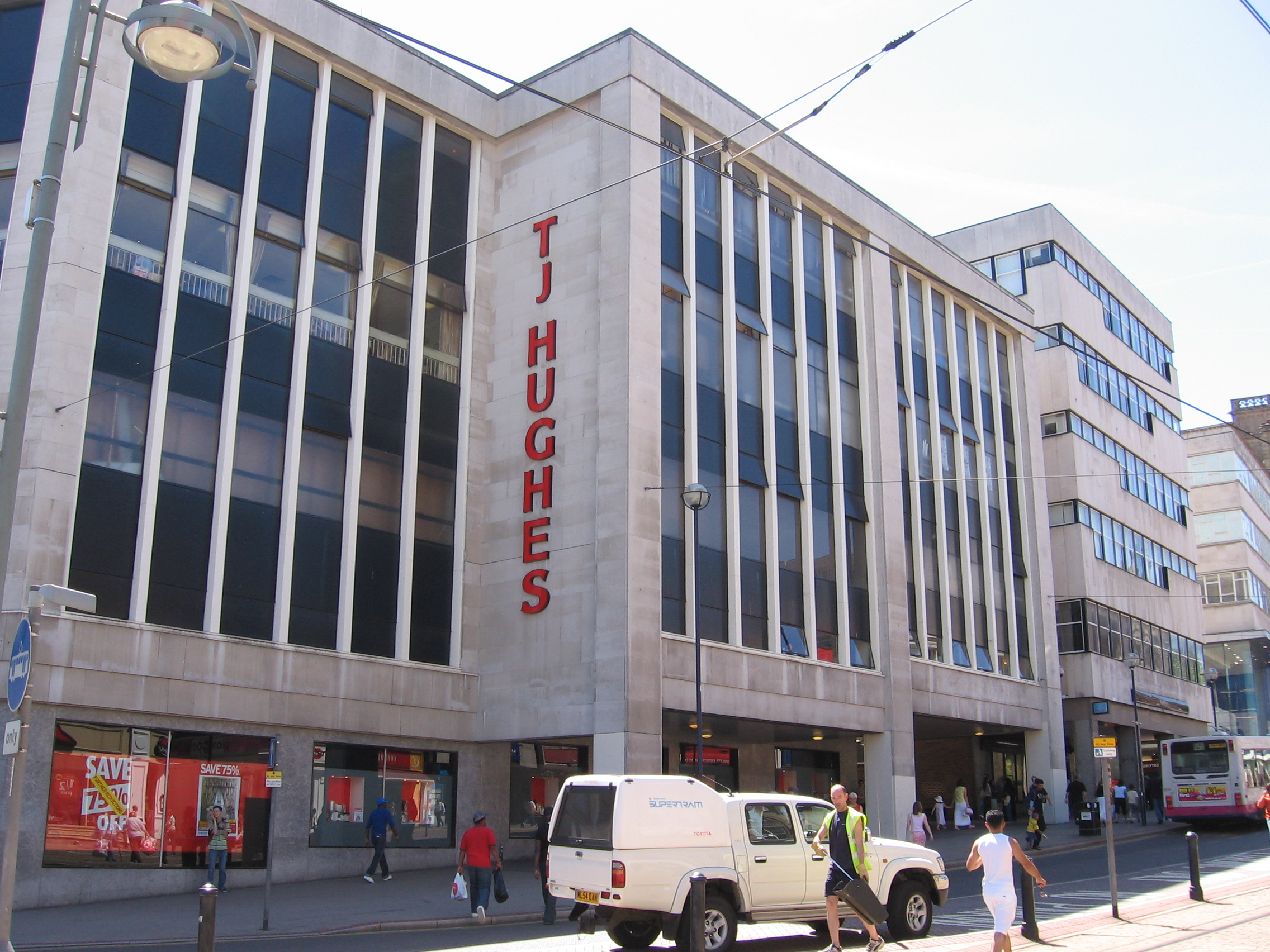
Voormalige T. J. Hughes-winkel in Sheffield

In december 2005 opende T. J. Hughes een webwinkel via eBay. eBay beweerde dat de retailer de eerste in het Verenigd Koninkrijk was die zijn belangrijkste producten via de veilingsite verkocht. De winkel startte met 110 productlijnen, waaronder dvd-spelers, digitale camera's en parfums. T. J. Hughes zei dat zijn eBay-winkel een kans bood om de verkoop en de naamsbekendheid te vergroten.
Een van de reclametactieken van de retailer was om familieleden van beroemdheden in hun advertenties te laten zien. Ze gebruikten bijvoorbeeld de broer van voormalig Manchester United-speler Wayne Rooney, Graeme Rooney, als onderdeel van een reclamecampagne.
In 2007 lanceerde het bedrijf zijn grootste reclamecampagne tot nu toe. Hierbij waren familieleden van beroemdheden aanwezig, met als rekruten voor de campagne onder meer de moeder van Carol Vorderman, de moeder van Jonathan Ross en de vader van Robbie Williams. Het doel van de enigszins ongebruikelijke reeks advertenties was kennelijk om te voorkomen dat de kosten van de aanbeveling van beroemdheden aan klanten zouden worden doorberekend, wat volgens T. J. Hughes wel het geval is bij een aantal concurrenten.

## Online
T. J. Hughes startte pas laat met online aanwezigheid en richtte in 1999/2000 een informatieve website op voor investeerders en klanten. Hoewel er in 2004 een nieuwe site werd gelanceerd, bood deze nog steeds alleen basisinformatie, zoals actuele aanbiedingen en winkellocaties. Desondanks meldde het bedrijf dat de site ongeveer 17.000 bezoekers per maand trok, wat hen ertoe aanzette om te kijken naar de introductie van e-commerce.
Dit werd op proefbasis geïntroduceerd in de aanloop naar Kerstmis 2005 en bood 150 seizoensgeschenken en huishoudelijke artikelen aan.
De bemoedigende resultaten resulteerden in een verlenging van de proefperiode. Vervolgens breidde het bedrijf het online aangeboden assortiment uit. In 2011 bood het bedrijf een uitgebreid assortiment producten aan op zijn website.

## Financieel succes
T. J. Hughes zag de brutowinst met bijna 50% per jaar stijgen, van £3,6 miljoen in 2003 tot £7,9 miljoen in 2004 en een sprong naar £12 miljoen in 2006. In 2007 bedroeg de winst vóór belastingen van T. J. Hughes £ 5,1 miljoen in het jaar tot 26 januari, een stijging ten opzichte van £ 1,2 miljoen het jaar ervoor. De bedrijfswinst steeg met 299 procent tot £2,9 miljoen.
In januari 2010 lieten de jaarrekeningen een stijging zien van ruim £1,5 miljoen naar £6,8 miljoen. Dat werd bereikt met een omzet van £266,7 miljoen, een jaarlijkse stijging van 4%. Hoewel het laatste volledige boekjaar vóór de benoeming van mevrouw Tennant, tot januari 2007, een winst vóór belastingen van £ 1,2 miljoen liet zien, steeg deze in het jaar tot januari 2008 tot £ 5,1 miljoen. Het jaar daarop werd een winst van £ 5,3 miljoen behaald.

## Concurrentie
De ondergang van Woolworths zorgde voor aanzienlijke kansen op de markt voor huishoudelijke artikelen, hoewel andere discounters met een gemengd aanbod, zoals B&M en Wilko, die qua productaanbod enigszins overlappen, ook snel zijn uitgebreid in een poging om een deel van dit marktaandeel te veroveren, zowel in de winkelstraat als steeds vaker op locaties buiten de stad. Men gelooft dat dit een van de redenen is waarom T. J. Hughes in de financiële problemen raakte.
De Amerikaanse retailer TJ Maxx, die ook afgeprijsde kleding en huishoudelijke artikelen verkoopt, wijzigde zijn naam naar TK Maxx om verwarring met T. J. Hughes te voorkomen toen het in 1994 zijn eerste Britse winkel opende. Vervolgens gebruikte het de naam TK Maxx voor zijn andere Europese activiteiten.